# Beslajuba
Beslajuba (en georgiano: ბესლახუბა; en abjasio: Баслахә, romanizado: Baslaju) es un pueblo que pertenece a la parcialmente reconocida República de Abjasia, dentro del distrito de Ochamchira, aunque de iure es parte del municipio de Ochamchire de la República Autónoma de Abjasia de Georgia.

## Geografía
Beslajuba se encuentra en el margen derecho del río Galidzga, a 7 km de Ochamchire. En el norte, el pueblo limita con los pueblos de Akvaskia y Merkula, Pokveshi en el este; en el sur están la ciudad de Ochamchire e Ilori. Las aldeas de Abzhaaptra y Dodlani están bajo la administración del pueblo. 

## Historia
En el siglo XIX, los mingrelianos fueron asentados entre la población abjasia por los príncipes soberanos abjasios de la casa Chachba en la aldea de Novaya Akuaskya (dentro de Beslajuba). La comunidad mingreliana del pueblo es la más antigua de la moderna Abzhua. Además, en las décadas de 1930 y 1950, el pueblo se convirtió en uno de los centros de asentamiento de los campesinos mingrelianos del oeste de Georgia.
En la época soviética, una granja colectiva especializada en el cultivo de té operaba en el pueblo de Beslajuba (también cultivaba tabaco, uvas, verduras y frutas). Por logros significativos en el desarrollo de la agricultura, la granja colectiva recibió la Bandera Conmemorativa del Comité Central del PCUS, el Presídium del Sóviet Supremo de la URSS, el Consejo de Ministros de la URSS y el Consejo Central de Toda la Unión de Sindicatos.
Durante la guerra de Abjasia en 1992-1993, el pueblo estaba controlado por fuerzas georgianas y en este período los abjasios abandonaron el asentamiento (regresando después de la guerra). Con el establecimiento del control por parte de las tropas abjasias, la mayoría de la población georgiana abandonó el pueblo.

## Demografía
La evolución demográfica de Beslajuba entre 1886 y 2011 fue la siguiente:
| 596                                                 | 909 | 1268 | 2980 | 839 |
| (Fuente: Population of Abkhazia since Soviet times) |     |      |      |     |

La población ha disminuido enormemente tras la guerra de Abjasia. A principios de la década de 1990, la población georgiana (incluyendo mingrelianos) en Beslajuba ya superaba significativamente a la abjasia y el mingreliano era el idioma principal de comunicación interétnica en el pueblo. Muchos de los georgianos huyeron durante la guerra y la posterior limpieza étnica de georgianos.
|              | 2011      | 2011       |
| Grupo étnico | Población | Porcentaje |
| ------------ | --------- | ---------- |
| Georgianos   | 52        | 6,3%       |
| Abjasios     | 761       | 90,7%      |
| Rusos        | 12        | 1,4%       |
| Ucranianos   | 1         | 0,1%       |
| Armenios     | 2         | 0,2%       |
| Griegos      | 1         | 0,1%       |
| Total        | 839       | 100%       |

## Infraestructura

### Transporte
Hay una estación de tren de este pueblo.

## Personas ilustres
- Ivan Tarba (1921-1994): escritor y poeta soviético abjasio.